# Kiyokazu Abo
Le baron Kiyokazu Abo (安保 清種, Abo Kiyokazu) (15 octobre 1870 - 8 juin 1948) est un amiral de la marine impériale japonaise qui fut ministre de la Marine au début des années 1930.

## Biographie
Né dans la préfecture de Saga sous le nom de Sawano Yasusaburō, Abo est le fils du commandant de l'académie militaire où il étudie. Son père meurt durant sa jeunesse et le vice-commandant, Abo Kiyoyasu, adopte Abo à la condition qu'il épouse sa fille.
Maintenant nommé Kiyokazu Abo, il sort diplômé de la 18e promotion de l'académie navale impériale du Japon, étant classé 11e sur 61 cadets. Il sert comme aspirant sur les corvettes Hiei (en) et Jingei, et sur les croiseurs Matsushima (en) et Takao (en). Nommé enseigne, il est réaffecté sur le Takao, puis sur le croiseur Itsukushima (en) et la canonnière Banjō (en) durant la première guerre sino-japonaise. Après ce conflit, il est affecté sur le croiseur Izumi.
Promu lieutenant en 1897, il continue de servir sur l'Izumi, devenant chef de la navigation en 1898. Il sert ensuite sur les croiseurs Akashi (en) et Izumo, sur le cuirassé Asahi et comme chef artilleur sur le croiseur Suma (en). En 1903, il est promu lieutenant-commandant et réaffecté comme chef artilleur sur le croiseur Yakumo, puis sur le cuirassé Mikasa, période durant laquelle il participe aux combats de la guerre russo-japonaise à la bataille de Port-Arthur, la bataille de la mer Jaune, et la décisive bataille de Tsushima. Durant ce conflit, il devient célèbre pour attribuer des surnoms à tous les navires de la flotte russe afin d'établir une identification compréhensible et ainsi faciliter la transmission des ordres aux équipes d'artilleurs japonais.
Après la guerre, il est attaché naval au Royaume-Uni de novembre 1905 à février 1908. Durant ce temps à l'étranger, il est promu commandant. À son retour, il devient instructeur à l'école navale impériale du Japon et en 1909 il succède à son père en recevant le titre de baron (danshaku) selon le système de noblesse kazoku.
En 1910, Abo reçoit son premier commandement : le croiseur Akitsushima. Promu capitaine en décembre 1912, il est de nouveau attaché naval au Royaume-Uni de mars 1913 à avril 1915. De retour au Japon, il assume le commandement du cuirassé Aki.
En décembre 1916, Abo est promu contre-amiral et devient chef de la première section de l'État-major de la marine impériale japonaise. En décembre 1920, il est promu vice-amiral et devient vice-chef de l'État-major de la marine impériale japonaise où il assiste l'amiral Yamashita Gentarō dans la mise en œuvre du traité naval de Washington.
Abo est le délégué naval du Japon à la Société des Nations de 1922 à 1923, sert comme directeur des commandes navales en 1923, puis comme vice-ministre de la Marine en 1924. En avril 1925, il est nommé commandant-en-chef du district naval de Kure.
Promu amiral le 1er avril 1917, Abo devient commandant du district naval de Yokosuka. Il sert ensuite au conseil suprême de guerre et comme membre de la délégation japonaise à la conférence du traité naval de Londres en 1929.
Du 3 octobre 1930 au 13 décembre 1931, Abo sert comme ministre de la Marine dans les gouvernements des Premiers ministres Wakatsuki Reijirō et Hamaguchi Osachi.
Abo est un politicien modéré et un partisan de la faction du traité, il espère un retour de l'alliance anglo-japonaise grâce à la diplomatie.
Durant son mandat, l'armée est impliquée dans une controverse sur la chaîne de commandement quant à savoir si oui ou non l'armée et la marine doivent répondre de leurs actes devant la Diète du Japon et le Premier ministre, ou uniquement devant l'empereur.
Abo entre dans la réserve en 1934 puis se retire en 1940.